# Bródka stawonogów

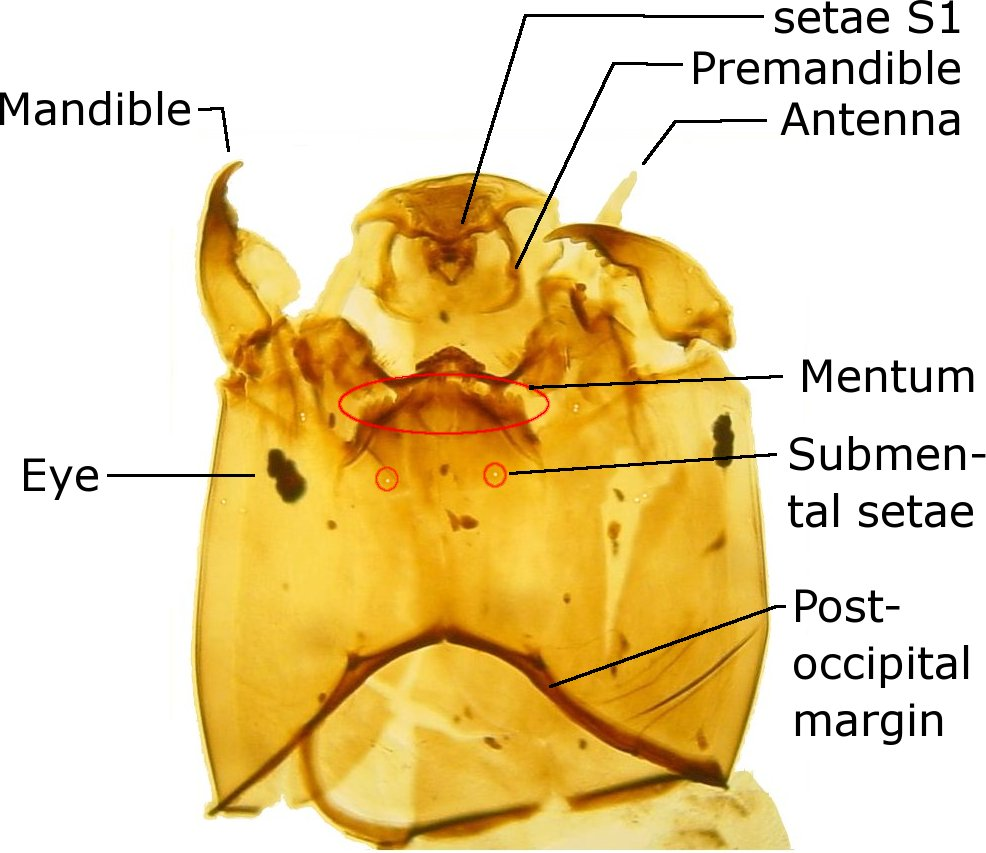
Spód głowy larwy Orthocladiinae z bródką (mentum) zakreśloną czerwoną elipsą

Bródka (łac. mentum) – element narządów gębowych występujący u dwuparców i owadów. U tych pierwszych stanowi część gnatochilarium (przekształconych szczęk I pary), a u tych drugich wchodzi w skład wargi dolnej (przekształconych szczęk II pary).
U owadów bródka stanowi bardziej odsiebny (wierzchołkowy) z dwóch sklerytów obecnych na zabródku, czyli brzusznej powierzchni postlabium. Graniczyć ona może od strony wierzchołkowej z przedbródkiem za pośrednictwem szwu wargowego (łac. sutura labialis). Bardziej dosiebnym (nasadowym) sklerytem zabródka jest podbródek i to na nim znajdują się punkty zaczepu mięśni – bródka jest takowych pozbawiona; wyjątkiem jest musculus submentomentalis łączący bródkę z podbródkiem. Duża, rzucająca się w oczy bródka występuje np. u dorosłych chrząszczy. Prostoskrzydłe mają z kolei bródkę często zredukowaną, a nawet całkiem zanikłą, jak np. u szarańczowatych. Wtórny zanik bródki cechuje także modliszkowate.
U dwuparców bródka, zwana tu również podbródkiem, stanowi pośrodkowy element płytki gardzielowej, czyli gnatochilarium, na którym osadzone są pieńki. Zwykle podzielona jest na trójkątnawy skleryt przedni czyli promentum oraz leżące bardziej nasadowo eumentum. Za bródką leży poprzeczne prebasilare lub gula (hypostoma).